# Седиу
Седиу (фр. Sédhiou) — город на юго-западе Сенегала, административный центр одноимённых области и департамента.

## Географическое положение
Город находится в южной части области, на правом берегу реки Казаманс, на расстоянии приблизительно 288 километров к юго-востоку от столицы страны Дакара. Абсолютная высота — 33 метра над уровнем моря.

## Население
По данным переписи 2002 года численность населения Седиу составляла 18 465 человек.
Динамика численности населения города по годам:
| 1976 | 1988   | 2002   | 2010   |
| ---- | ------ | ------ | ------ |
| 9332 | 13 212 | 18 465 | 21 100 |

## Транспорт
Ближайший аэропорт находится в городе Колда.

## Города-побратимы
- Лез-Юлис, Франция

## Известные уроженцы
- Мане, Садио — сенегальский футболист.